# NGC 4538
NGC 4538 ist eine Spiralgalaxie vom Hubble-Typ Sb im Sternbild Jungfrau auf der Ekliptik. Sie ist schätzungsweise 205 Millionen Lichtjahre von der Milchstraße entfernt und hat einen Durchmesser von etwa 45.000 Lichtjahren. Unter der Katalognummer VCC 1576 ist sie als Mitglied des Virgo-Galaxienhaufens gelistet, ist dafür jedoch zu weit entfernt.

Im selben Himmelsareal befinden sich u. a. die Galaxien NGC 4505, NGC 4527, NGC 4544, IC 3474.
Das Objekt wurde am 22. März 1865 von dem deutschen Astronomen Albert Marth entdeckt.